# Konstantinos Tsimikas
Konstantinos 'Kostas' Tsimikas (Grieks: Κωνσταντίνος Τσιμίκας) (Thessaloniki 12 mei 1996) is een Grieks voetballer die als linkervleugelverdediger speelt. Hij maakte in de zomer van 2020 de overstap van Olympiakos Piraeus naar Liverpool. Hij is vanaf 2018 international van Griekenland.

## Clubcarrière

### Olympiakos Pireaus
Konstantinos Tsimikas kwam in 2014 in de jeugdopleiding van Olympiakos Piraeus. Hij debuteerde op 28 oktober 2015, in de met 2-2 gelijkgespeelde bekerwedstrijd tegen Platanias FC. Hij speelde twaalf wedstrijden voor de hoofdmacht, voordat hij in de winter van 2017 aan het Deense Esbjerg fB werd verhuurd, waarmee hij uit de Superligaen degradeerde. Hij speelde dertien wedstrijden voor de Denen en scoorde twee keer, zijn eerste goals uit het profvoetbal.

### Willem II
In het seizoen 2017/18 werd hij door Olympiakos Piraeus een jaar aan Willem II verhuurd. Op 13 augustus maakte hij tegen Excelsior Rotterdam zijn debuut voor de Tilburgers. Op 20 september was hij in de bekerwedstrijd tegen CSV Apeldoorn goed voor twee goals en één assist, zijn eersten in dienst van Willem II. Op 17 maart scoorde hij tegen FC Twente (2-2) zijn eerste Eredivisiegoal, hij gaf die wedstrijd ook een assist. Hij miste het hele seizoen maar twee wedstrijden en kwam tot zes goals en vier assists in 33 wedstrijden.

### Terug bij Olympiakos
Terug bij Olympiakos was Tsimikas twee jaar basisspeler voor de Grieken. Hij maakte zijn debuut in de UEFA Europa League, waarin het in de groepsfase samen met Real Betis boven Italiaanse grootmacht AC Milan eindigde. Op 18 september 2019 maakte Tsimikas tegen Tottenham Hotspur zijn debuut in de UEFA Champions League. In vier seizoenen bij Olympiakos Piraeus speelde Tsimikas 86 wedstrijden. 

### Liverpool
Op 11 augustus maakte Tsimikas voor een bedrag van £11,75 miljoen pond de overstap naar Liverpool. Hij was na Sotirios Kyrgiakos pas de tweede Griek in dienst van Liverpool. Hij maakte op 24 september tegen Lincoln City (7-2 winst) zijn debuut voor Liverpool. Op 7 februari 2021 maakte hij tegen Manchester City als invaller voor Andrew Robertson zijn debuut in de Premier League.  Hij speelde in zeven wedstrijden in zijn eerste seizoen. 
Op 14 augustus 2021 stond hij bijna precies een jaar na zijn arriveren voor het eerst in de basis in de competitie. Norwich City was de tegenstander en werd met 3-0 verslagen. Een week later werd hij verkozen tot Man of the Match tegen Burnley, waarin hij een assist gaf op Diogo Jota. Op 13 april 2022 was hij in de kwartfinale van de Champions League tegen SL Benfica goed voor twee assists in een 3-3 gelijkspel. Hij werd verkozen tot Man of the Match.
Op 14 mei 2022 in de FA Cup-finale tegen Chelsea kwam hij in de 111'de minuut in het veld voor de geblesseerde Robertson, om vervolgens de beslissende penalty binnen te schieten. Op 25 september 2023 tekende Tsimikas bij tot de zomer van 2027. Op 23 december brak Tsimikas zijn sleutelbeen na een duel met Bukayo Saka. Op 25 februari 2024 was Tsimikas in de EFL Cup-finale goed voor de assist op de enige treffer van Virgil van Dijk.

## Clubstatistieken
| Seizoen | Club               | Competitie     | Competitie | Competitie | Beker | Beker | Internationaal | Internationaal | Totaal | Totaal |
| Seizoen | Club               | Competitie     | Wed.       | Dlp.       | Wed.  | Dlp.  | Wed.           | Dlp.           | Wed.   | Dlp.   |
| ------- | ------------------ | -------------- | ---------- | ---------- | ----- | ----- | -------------- | -------------- | ------ | ------ |
| 2015/16 | Olympiakos Piraeus | Super League   | 3          | 0          | 6     | 0     | 0              | 0              | 9      | 0      |
| 2016/17 | Olympiakos Piraeus | Super League   | 1          | 0          | 2     | 0     | 0              | 0              | 3      | 0      |
| 2016/17 | → Esbjerg fB       | Superligaen    | 13         | 2          | 0     | 0     | —              | —              | 13     | 2      |
| 2017/18 | → Willem II        | Eredivisie     | 33         | 3          | 4     | 3     | —              | —              | 37     | 6      |
| 2018/19 | Olympiakos Piraeus | Super League   | 15         | 0          | 4     | 0     | 9              | 0              | 28     | 0      |
| 2019/20 | Olympiakos Piraeus | Super League   | 27         | 0          | 3     | 0     | 16             | 0              | 46     | 0      |
| 2020/21 | Liverpool          | Premier League | 2          | 0          | 1     | 0     | 4              | 0              | 7      | 0      |
| 2021/22 | Liverpool          | Premier League | 13         | 0          | 8     | 0     | 5              | 0              | 26     | 0      |
| 2022/23 | Liverpool          | Premier League | 20         | 0          | 2     | 0     | 6              | 0              | 28     | 0      |
| 2023/24 | Liverpool          | Premier League | 11         | 0          | 4     | 0     | 4              | 0              | 19     | 0      |
| TOTAAL  | TOTAAL             | TOTAAL         | 138        | 5          | 34    | 3     | 44             | 0              | 216    | 8      |

Bijgewerkt tot en met 26 februari 2024

## Erelijst
| Competitie           |                    |                    |                    |                    |
| Competitie           | Aantal             | Jaren              |                    |                    |
| Olympiakos Piraeus   | Olympiakos Piraeus | Olympiakos Piraeus | Olympiakos Piraeus | Olympiakos Piraeus |
| -------------------- | ------------------ | ------------------ | ------------------ | ------------------ |
| Super League         | 2x                 | 2015/16, 2019/20   |                    |                    |
| Griekse voetbalbeker | 1x                 | 2019/20            |                    |                    |
| Liverpool            |                    |                    |                    |                    |
| Premier League       | 1x                 | 2024/25            |                    |                    |
| League Cup           | 2x                 | 2021/22, 2023/24   |                    |                    |
| FA Community Shield  | 1x                 | 2022               |                    |                    |
| FA Cup               | 1x                 | 2021/22            |                    |                    |